# 赵麟彻
赵麟彻（1976年3月4日—）是一名韩国男子柔道运动员。他在1996年亚特兰大夏季奥林匹克运动会中，参加了男子柔道比赛并获得78公斤级铜牌。

## 外部連結
- 赵麟彻在国际奥林匹克委员会的资料